# Microcharon hispanicus
Microcharon hispanicus is een pissebed uit de familie Lepidocharontidae. De wetenschappelijke naam van de soort is voor het eerst geldig gepubliceerd in 1989 door Pesce & Galassi.